# Diego de Valera
Mossèn Diego de Valera (Conca, 1412 - El Puerto de Santa María, 1488) fou un guerrer, diplomàtic, humanista, traductor, escriptor i historiador castellà.

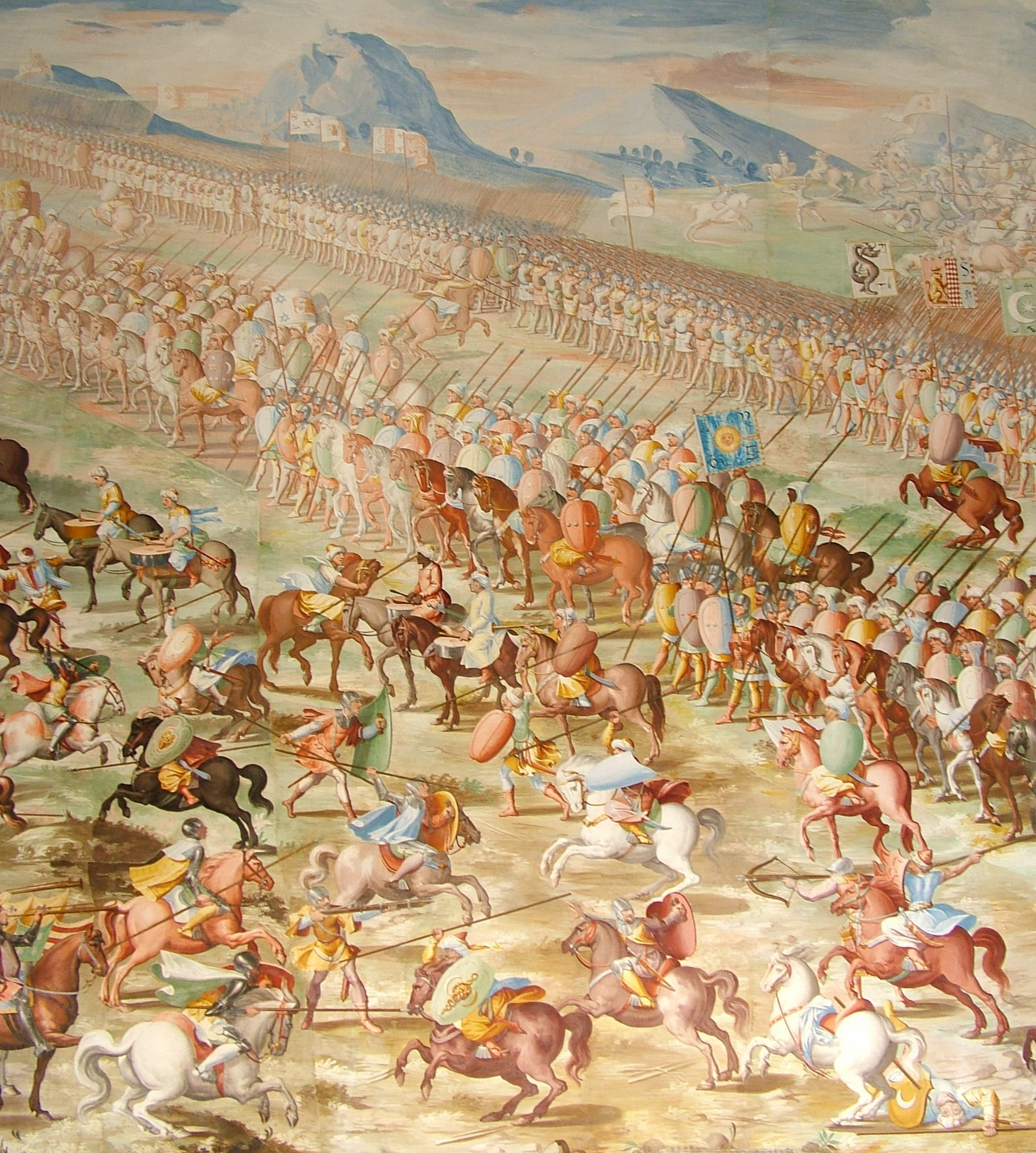
Higueruela

A quinze anys, va ser escollit escuder de Joan II de Castella i més tard fou un dels seus agents diplomàtics. L'1 de juliol de 1431 participà en la batalla d'Higueruela. L'any 1444 fou ambaixador davant Carles VII de França, donzell d'Enric IV, participà en tornejos com a cavaller. A Sevilla va estar al servei de la casa d'Estúñiga (1454), fou corregidor de Palència (1462) i de Segòvia (1478), procurador per Conca a les Corts de Tordesillas l'any 1447. Posteriorment va entrar al servei del comte de Medinaceli (1467). Fou cambrer major d'Enric IV de Castella i de Ferran el Catòlic. Va viatjar per Europa: Dinamarca, Anglaterra, Borgonya, França i Bohèmia. L'any 1453 participà en l'empresonament del Senyor Álvaro de Luna y Jarana. Durant la Guerra de Successió de Castella (1476) lluità a la batalla de Toro i va armar unes caravel·les que va capitanejar el seu fill Carlos de Valera durant la Batalla de Gibraltar. En una carta datada el 5 de setembre de 1476 el Rei Ferran li ordena armar vaixells contra Colom. Es casà amb María de València i va fundar la capella de Santa Anna a l'església major del Puerto de Santa María (Província de Cadis). Morí l'any 1488 quan era alcaid del castell del Duc a la ciutat.

## Obres
Història
- Memorial de diversas fazañas
- Crónica de los Reyes Católicos
- Historia de la casa de Zúñiga

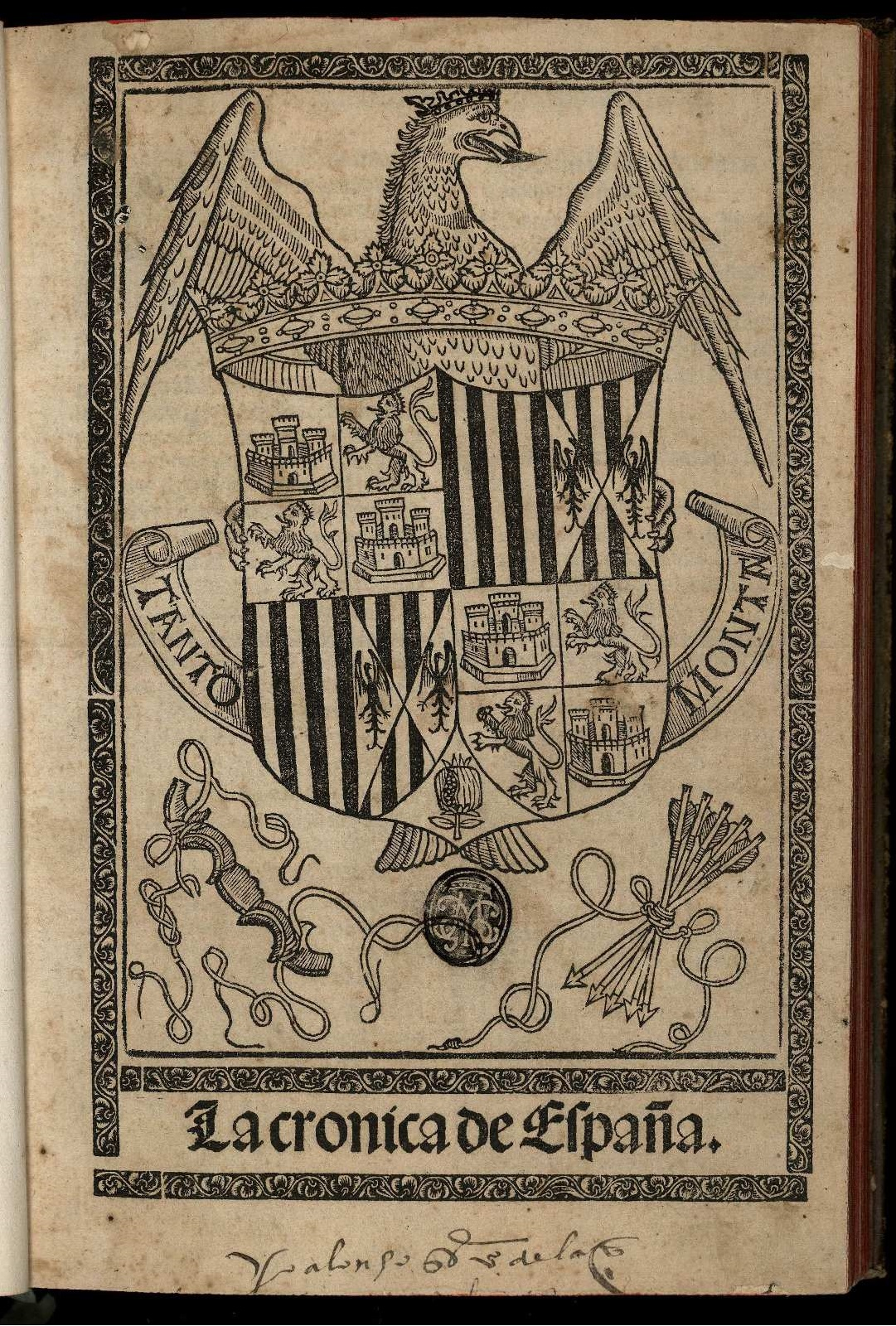
La Crónica de España, Diego de Valera, 1493.

- Genealogía de los reyes de Francia
- Crónica de España (Sevilla: Alfonso del Puerto, 1482), va ser reimprès diverses vegades.

Escrits de cavallers
- Tratado de los rieptos e desafíos que entre los cavalleros y hijosdalgo se acostumbran hazer, según las costumbres de España, Francia e Inglaterra, en el qual se contienen quáles y quántos son los casos de traición e de menosvaler e las enseñas e cotas darmas, compost segons Ángel Gómez Moreno entre 1458 i 1467.
- Ceremonial de príncipes Valencia: Juan Viñao, c. 1517.
- Preeminencias y exenciones de los oficiales de armas
- Defensa de virtuossas mugeres.

Filosofia i moral
- Providencia contra Fortuna (Sevilla, 1502)
- Tratado de exhortación y comendación de paz
- Breviloquio de virtudes

Noblesa
- Espejo de verdadera nobleza (1439-1441)[3]
- Doctrinal de príncipes (1469-10-08 a quo - 1488 ad quem?)

Lírica
- Letanía
- Salmos penitenciales
- Cancionero

Traduccions
- Árbol de batallas, de l'Arbre des batailles d'Honoré Bouvet (¿1345?-¿1405?)